# Exeter City Football Club
Exeter City Football Club (pronunciado /ˈɛksɪtə ˈsɪti/) es un club inglés de Exeter perteneciente a la Football Association, que fue miembro la Football League desde 1920 al 2003, y se reenganchó a esta liga en la temporada 2008–09 después de cinco años en la Conference National. Consiguieron la promoción automática a League One en la temporada 2008-2009 en su primer intento. Descendió a League Two en la temporada 2011-2012, en la temporada 2022/23 jugará en League One.

## Estadio
Exeter City fue fundado en 1904 y comenzaron a jugar en un antiguo terreno usado como cebadero de cerdos; St James Park (no confundir con el estadio del Newcastle United). Exeter City continúa jugando en St James Park actualmente. 

## Uniforme
- Uniforme titular: Camiseta a rayas verticales anchas de color rojo y blanco, pantalón negro y medias negras.
- Uniforme alternativo: Camiseta verde fluorescente con mangas negras, pantalón verde fluorescente y medias verdes fluorescente.

## Historia

### Primeros pasos
Exeter City FC se formó de la unión de dos equipos: Exeter United FC y St Sidwell's United.
Exeter United fue un equipo de fútbol de Exeter, Devon, que existió desde 1890 hasta 1904. En 1904, durante un partido que perdieron por 3 a 1 contra sus rivales locales; St Sidwell's Unites, ambos equipos decidieron unirse. El nuevo equipo tomó el nombre de "Exeter City" y continuó jugando en el terreno de juego del Exeter United, St James Park.
El 10 de septiembre de 1904, Exeter City jugó su primer partido: Una victoria por 2 a 1 contra la Batería 110.ª de la Artillería Real, en la liga de Devon-Este. 600 personas asistieron al partido. El gol ganador fue marcado por Sid Thomas, que permaneció en el club realizando distintas funciones durante 70 años. "El City" encabezó la liga Devon-Este con 11 victorias, dos empates y tan solo una derrota, y fue promocionado a la liga de Plymouth & District, donde jugó por tres temporadas.
En 1908, Exeter City FC se convirtió en Sociedad Limitada. Se produjo la profesionalización del equipo y la entrada en la Southern League, reemplazando al Tottenham Hotspur
El 3 de octubre de 1908, el club consiguió su victoria más abultada en la FA Cup: Exeter City 14-Weymouth 0, en la primera ronda de calificación. James ("Daysy") Bell marcó 6 goles y 10 de los 14 goles del Exeter se marcaron en la primera parte.
Exeter City cambió a sus colores actuales en 1910, después de tener un comienzo de temporada muy pobre (únicamente 2 victorias de 11 partidos). Abandonaron los colores verdiblancos y los transformaron en la camiseta a rayas rojas y blancas que conocemos en la actualidad. El primer resultado con los nuevos colores fue un empate sin goles contra el West Ham United el 12 de noviembre, pero en diciembre el equipo tuvo cinco victorias consecutivas.

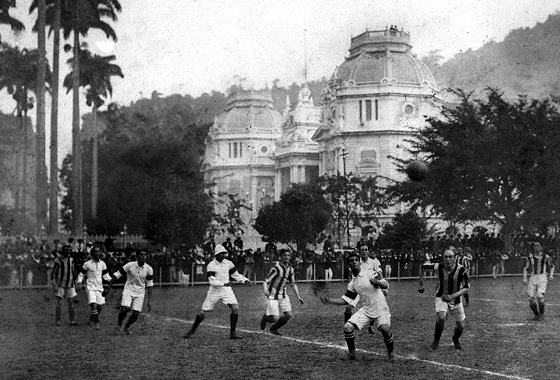
El partido contra Brasil

En 1914 Exeter City realizó un tour histórico en América del Sur, durante el cual jugó 8 partidos en Argentina y Brasil. Al parecer el equipo nacional de Brasil jugó su primer partido contra el Exeter City el 27 de julio en el estadio de Laranjeiras, estadio del Fluminense en Río de Janeiro. No se sabe cómo acabó el partido, unas fuentes dicen que el Exeter perdió 2-0 y otras afirman que el resultado final fue de 3-3. Lo que si se sabe es que el Exeter city fue derrotado en su siguiente partido en casa, jugado 12 horas después que los jugadores desembarcasen del buque que les trajo de Sudamérica.
La Football League invitó al Exeter City Football Club a ser miembros fundadores de la Third Division en 1920

### Football League (1920-2003)
El primer partido del Exeter en la Footbal League se produjo el sábado 28 de agosto de 1920, Exeter City derrotó al Bentford. 3-0 fue el resultado final.
En 1931 Exeter City llega a la sexta ronda de la FA Cup, perdiendo el partido de repetición contra el Sunderland por 4-2 ante la mayor entrada de su historia. 
En 1981, cincuenta años después, Exeter City llega a la misma ronda, pero pierde contra el Tottenham Hotspur, futuros vencedores del torneo. Habían derrotado previanente a Newcastle United 4-0 y Leicester City en la ronda previa.
El final de los 70 y el principio de los 80 fue el periodo más exitoso en la Third Division, incluyendo un octavo puesto en la temporada 79-80 y la llegada a la sexta ronda de la copa en 1981. En este periodo destacaron jugadores como Tony Kellow, John Delve y David Pullar.
El único "gran trofeo" del Exeter City fue el Fourth Division Championship, ganado en 1990. En esa temporada, el Exeter City ganó 20 partidos de liga en St James Park y permaneció invicto en 31 partidos en casa. Incluyendo empates dramáticos ante el Norwich City en la FA Cup y ante el Sunderland en la cuarta ronda de la League Cup, ambos encuentros se caracterizaron porque los visitantes empataron en las postrimerías del encuentro.
Después de esta promoción, Exeter City rara vez volvió a brillar. La salida del entrenador Terry Cooper y algunos jugadores claves dejaron al nuevo entrenador, Alan Ball en una situación comprometida.  Se produjeron algunos éxitos, pero Ball se fue al Southamtpon y Cooper, que retornó, fue incapaz de evitar el descenso de categoría del equipo.
Exeter city permaneció en una división inferior a su categoría e historia, luchando por varias temporadas, mientras tanto el club fue vendido por su presidente Ivor Doble por una muy baja cantidad.
En el 2003 el City acabó vigesimotercero en Division Three y fue relegado a la Conference National

### Era de la Conferencia (2004-2008)
Después del descenso, el club fue comprado por the Exeter City Supporters Trust, una asociación de seguidores. En mayo de 2007, dos de los Directivos que habían estado a cargo del equipo fueron condenados por desviación de capital con el dinero del club. 
Con varios millones de deuda y ningún inversor a la vista, la Asociación de seguidores mantuvo a flote al club mediante todo tipo de actividades para recolectar fondos y disputas con la hacienda británica y las autoridades futbolísticas. Esta primera temporada del Exeter City dirigido por sus seguidores, se jugó más fuera del campo que dentro.
En el 2004 el club comenzaba a salir de números rojos gracias a que muchos fanes aportaron al menos 500 libras (unos 750 euros, por aquel entonces). Pero la FA Cup fue la fuente de financiación que "los Grecians" necesitaban, ya que el City empata con el Manchester United 0-0 en Old Trafford en la tercera ronda de la FA Cup y se lleva 653.511 libras al dividir la recaudación de los cerca de 70.000 espectadores del partido. Más dinero llegaría de las televisiones al retransmitir la repetición del partido, que ganó el United por dos goles a cero. Los seguidores siguieron con sus recaudaciones de fondos y trabajo voluntario hasta repagar las deudas del club en diciembre de 2005.
Además, en 2004 se produjo el centenario del club. En mayo de 2004 se celebró un partido amistoso contra un equipo de viejas glorias de la selección de Brasil para rememorar la gira Sudamericana de 1914. El equipo brasileño, que contaba en sus filas con jugadores notables como Careca y Dunga, se impuso por 1 a 0. 
Exeter City acaba la temporada 06-07 en quinto lugar, clasificándose para los play-offs. Después de eliminar al Oxford United por penaltis en la semifinal, el City se enfrenta en la final ante el Morecambe en Wembley, pero es derrotado por dos goles a uno a pesar de haberse adelantado. El Exeter llega de nuevo a los play-offs la temporada siguiente, en esta ocasión pierden la ida de las semifinales en casa en el Derby ante el Torquay United por 1 gol a 2. Pero en la vuelta vencen por 1-4 marcando tres goles en los veinte últimos minutos del partido. En la final el City se enfrenta al Cambrigde United ante 42.511 espectadores. Cifra récord para un play-off de la National Conference. Los Grecians vencen por 1-0 gracias a un gol de Rob Edwards. De este modo, el Exeter City Football Club asciende a League Two.

### League Two (2008-2009)
El equipo continua con su trayectoria ascendente y terminan como segundos, después de una victoria fuera de casa por 1-0 el último día de la temporada contra el Rotherham United con un gol de Richard Logan. De este modo logra el ascenso automático a League One

### League One (2009-2012)
En la temporada 2009/10 el club se salva del descenso en la última fecha después de ganarle 2 a 1 en su estadio al Huddersfield Town además de la derrota del Gillingham contra el descendido Wycombe Wanderers (0-3).
Antes del comienzo de la temporada 2010/11, el día 10 de agosto fallece el jugador Adam Stansfield tras un cáncer que arrastraba a comienzos del 2010, sin embargo esa temporada fue demasiado buena ya que por 1 punto no ingreso a los puestos de play-offs por el 3° ascenso a la Championship. La temporada 2011/12 fue todo lo contrario, el equipo estuvo casi en toda la temporada en puestos de descenso a League Two. Finalmente se confirma el descenso en la penúltima fecha tras perder 4 a 1 como visitante contra el Carlisle United acabando penúltimo en el puesto 23°. 
El club sigue dirigido por sus seguidores a través del Exeter City Supporters Trust.

### Vuelta a League Two (2012-2022)
Tras su vuelta a la cuarta categoría del futbol inglés League Two, el club queda en la décima posición, a 5 puntos de quedar en posiciones de play-offs. Las siguientes temporadas del club en cuarta fueron muy buenas, aunque no se pudo tener el ascenso para la League One. En la temporada 2016/17, el club quedó en el 5.º puesto, quedando en puestos de play-offs, en semifinales dejaron eliminado al Carlisle United con un empate 3 a 3 en el Bloomfield Road (su estadio) y victoria 3 a 2 en su casa, en la gran final en el Wembley Stadium, se enfrentaron al Blackpool pero cayeron derrotados 2 a 1, dejándolos sin su ascenso a tercera división. En la temporada 2019/20 volvieron a los play-offs, pero cayendo nuevamente en la Final, esta vez contra el Northampton Town, aunque cayeron goleados (4-0). En su última temporada en League Two (2021/22) en la jornada 44 se enfrentaba al Barrow, terminó 2 a 1 para los Grecians y lograron ascender a la League One después de 10 años, acabando segundos con los mismos puntos que el Forest Green Rovers

## Apodo
El apodo de los seguidores del club es "The Grecians" que traducido al castellano sería "Los Grecos". El nombre tiene una historia bastante controvertida, con muchas teorías propuestas. Nadie esta seguro de la respuesta correcta, la más aceptada afirma que el club eligió este nombre en 1908 debido a su asociación con la parroquia de St. Sidwell, ya que ellos han sido conocidos como "los Griegos" o "los Grecos" por muchos siglos . Esto se debe a que la parroquia se situaba fuera de las murallas de la ciudad. En el poema épico La Iliada, de Homero, el ejército Griego asedia las murallas de Troya. Esta asociación probablemente surgió debido a la rivalidad de los chicos de la ciudad y los de St. Sidwells. Otra de las teorías afirma que el nombre es una deformación del nombre en galés para la ciudad de Exeter.

## Jugadores

### Dorsales retirados
- 9- Se retiró este dorsal por Adam Stansfield después de que falleciera por un cáncer que arrastraba desde comienzos del 2010, integró el equipo entre el 2006 al 2010.

### Jugadores, entrenadores y aficionados famosos
- Joss Stone
- Chris Martin (Cantante de Coldplay)
- Michael Jackson
- Tomas Politano

## Palmarés
- FA Cup: 0
  - Cuartos de final: 2

1930-31, 1980–81
- Football League Third Division South: 0
  - Subcampeón: 1

1932-33
- Football League Third Division South Cup: 1

1934
- Football League Trophy: 0
  - Finalistas (Sección Sur): 2

1992-93, 1999-2000
- Football League Fourth Division / Football League Two: 1

1989-90
- - Subcampeones: 2

1976-77, 2008–09
- - 4ºs, Ascensos: 1

1963-64
- Conference National: 0
  - Play-offs Ganadores: 1

2007-08
- - Play-offs Finalistas: 1

2006-07
- FA Trophy: 0
  - Semi-finalistas: 1

2005-06
- FA Devon St. Lukes Challenge Bowl: 12

1953-54, 1954-55 (Compartido), 1958–59, 1960–61, 1961–62, 1973–74, 1996–97, 2000–01, 2001–02, 2003–04, 2004–05, 2008–09
- - Subcampeones: 7

1936-37, 1945–46, 1957–58, 1969–70, 1971–72, 1997–98, 2006–07

### Récords
- Mayor victoria en liga
  - 8–1 vs. Coventry City, 1926
  - 8–1 vs. Aldershot, 1935 (el marcador era de 0-0 en el descanso).

- Mayor victoria en FA Cup - 14–0 v. Weymouth, 1908.
- Mayor derrota en liga
  - 0–9 vs. Notts County, 1948
  - 0–9 vs. Northampton Town, 1958
- Mayor derrota en EFL Trophy
  - 0-9 vs. Reading , 2023

- Asistencia en casa - 20,984 vs. Sunderland, FA Cup Sexta Ronda Repetición, 1931.

- Asistencia fuera - 67,551 vs. Manchester United en Old Trafford, FA Cup Tercera ronda, 2005

## Rivalidades
Según un censo de aficionados de 2003, los seguidores del Exeter City consideran al Plymouth Argyle, club muy cercano, como su máximo rival.
Mantiene una tensa rivalidad con Torquay United y en menor medida,  con Yeovil Town.

## Entrenadores
| Nombre                     | Inicio | Fin      | J   | G   | E   | P   | % Rendimiento | Logros / Notas |
| -------------------------- | ------ | -------- | --- | --- | --- | --- | ------------- | --- |
| Desconocido                | 1904   | 1908     | —   | —   | —   | —   | —             | |
| Arthur Chadwick            | 1908   | 1922     | 113 | 31  | 32  | 50  | 27.43%        | |
| Fred Mavin                 | 1923   | 1927     | 209 | 76  | 41  | 92  | 36.36%        | |
| Dave Wilson                | 1928   | 1929     | 42  | 11  | 10  | 21  | 26.19%        | |
| Billy McDevitt             | 1929   | 1935     | 295 | 117 | 66  | 112 | 39.66%        | |
| Jack English               | 1935   | 1939     | 168 | 48  | 48  | 72  | 28.57%        | |
| George Roughton            | 1945   | 1952     | 270 | 99  | 55  | 116 | 36.67%        | |
| Norman Kirkman             | 1952   | 1953     | 52  | 14  | 16  | 22  | 26.92%        | |
| Tim Ward                   | 1953   | 1953     | —   | —   | —   | —   | —             | |
| Norman Dodgin              | 1953   | 1957     | 199 | 62  | 50  | 87  | 31.16%        | |
| Bill Thompson              | 1957   | 1958     | 28  | 7   | 5   | 16  | 25%           | |
| Frank Broome               | 1958   | 1960     | 116 | 48  | 26  | 42  | 41.38%        | |
| Glen Wilson                | 1960   | 1962     | 97  | 27  | 24  | 46  | 27.84%        | |
| Cyril Spiers               | 1962   | 1963     | 28  | 7   | 4   | 17  | 25%           | |
| Jack Edwards               | 1963   | 1965     | 102 | 41  | 33  | 28  | 40.19%        | |
| Ellis Stuttard             | 1965   | 1966     | 66  | 16  | 19  | 31  | 24.24%        | |
| Jack Basford               | 1966   | 1967     | 50  | 15  | 16  | 19  | 30%           | |
| Frank Broome               | 1967   | 1969     | 91  | 23  | 31  | 37  | 25.27%        | Segunda etapa |
| Johnny Newman              | 1969   | 1976     | 377 | 138 | 98  | 141 | 36.6%         | |
| Bobby Saxton               | 1977   | 1979     | 109 | 45  | 33  | 31  | 41.28%        | |
| Brian Godfrey              | 1979   | 1983     | 240 | 88  | 57  | 95  | 36.67%        | |
| Gerry Francis              | 1983   | 1984     | 50  | 6   | 16  | 28  | 12%           | |
| Jim Iley                   | 1984   | 1985     | 47  | 13  | 14  | 20  | 27.66%        | |
| Colin Appleton             | 1985   | 1987     | 128 | 35  | 46  | 47  | 27.34%        | |
| John Delve                 | 1987   | 1988     | 27  | 4   | 9   | 14  | 14.81%        | |
| Terry Cooper               | 1988   | 1991     | 157 | 67  | 26  | 64  | 42.68%        | Campeón de Cuarta División 1989–90 |
| Alan Ball                  | 1991   | 1994     | 135 | 36  | 43  | 56  | 26.67%        | |
| Terry Cooper               | 1994   | 1995     | 69  | 14  | 16  | 39  | 20.29%        | Segunda etapa |
| Peter Fox                  | 1995   | 2000     | 235 | 69  | 70  | 96  | 29.36%        | |
| Noel Blake                 | 2000   | 2001     | 86  | 20  | 24  | 42  | 23.26%        | |
| John Cornforth             | 2001   | 2002     | 54  | 17  | 14  | 23  | 31.48%        | |
| Eamonn Dolan               | 2002   | 2002     | 1   | 0   | 1   | 0   | 0%            | Interino |
| Neil McNab                 | 2002   | 2003     | 26  | 6   | 8   | 12  | 23.08%        | |
| Gary Peters                | 2003   | 2003     | 13  | 5   | 5   | 3   | 38.46%        | |
| Eamonn Dolan               | 2003   | 2004     | 62  | 26  | 19  | 17  | 41.94%        | |
| Steve Perryman Scott Hiley | 2004   | 2004     | 2   | 0   | 2   | 0   | 0%            | Entrenadores Interinos |
| Alex Inglethorpe           | 2004   | 2006     | 89  | 44  | 16  | 29  | 49.44%        | Semifinales del FA Trophy 2005–06 |
| Paul Tisdale               | 2006   | 2018     | 626 | 241 | 159 | 226 | 38.50%        | Finalistas de la Conference National 2006–07 Ganadores de playoff de Conference National 2007–08 Subcampeón de la League Two 2008–09 Entrenador del Año de la League Two 2009 Finalista del Football League Trophy 2010–11 Finalista de la League Two 2016–17, 2017–18 |
| Matt Taylor                | 2018   | Presente | 200 | 87  | 60  | 53  | 43.5%         | |